# Heidenheim an der Brenz
Heidenheim an der Brenz, o simplement Heidenheim (pronunciació alemanya: [ˈhaɪdn̩ˌhaɪm] ( escolteu-ho) ; Suabi: Hoidna o Hoirna), és una ciutat de Baden-Württemberg al sud d'Alemanya. Es troba prop de la frontera amb Baviera, aproximadament a 17 km al sud d’Aalen i 33 km al nord d’Ulm. Heidenheim és la ciutat més gran i la seu del districte de Heidenheim, i ocupa el tercer lloc per mida per darrere d'Aalen i Schwäbisch Gmünd entre les ciutats de la regió de l'est de Württemberg. Heidenheim és el centre econòmic de totes les comunitats del districte de Heidenheim i és la seu de l'empresa industrial Voith. La població de la ciutat el 2021 estava per sota dels 50.000 habitants. Heidenheim col·labora amb la ciutat de Nattheim en qüestions administratives.
Els residents de Heidenheim i els seus voltants parlen el dialecte alemany suabi.

## Geografia
Heidenheim es troba entre Albuch i la regió d'Härtsfeld, a l'angle nord-est de l’Alb de Suàbia, on la vall del Brenz es troba amb la Stubental als peus de la muntanya Hellenstein. La font del Brenz es troba a Königsbronn i entra a Heidenheim pel nord-oest. Travessa els municipis d'Aufhausen i Schnaitheim abans d'arribar a Heidenheim (propia). Des d'allà continua cap al sud a través del municipi de Mergelstetten, abans d'abandonar els límits de la ciutat per dirigir-se a Herbrechtingen.

### Municipis veïns
Heidenheim comparteix fronteres amb les següents ciutats i pobles, enumerats en el sentit de les agulles del rellotge a partir del nord: Aalen i Neresheim (tots dos al comtat d'Ostalb), Nattheim (comtat de Heidenheim), Syrgenstein (comtat de Dillingen, Baviera), així com Herbrechtingen, Steinheim am Albuch i Königsbronn (tots al comtat de Heidenheim).

### Subdivisions
Heidenheim an der Brenz està format per Heidenheim i les subdivisions (barris) de Schnaitheim, Mergelstetten, Oggenhausen i Großkuchen (annexionats entre 1910 i 1974).
Cadascun dels quatre municipis inclou els seus propis barris que o bé tenen una llarga història pròpia o es van crear com a nous desenvolupaments. Però si bé aquests barris van rebre els seus noms durant la construcció, els seus límits no s'han definit oficialment.
Oggenhausen i Großkuchen van passar a formar part de Heidenheim durant l'última reforma del districte dels anys setanta i també són municipis de dret administratiu estatal. Aquesta designació els dona dret a un consell municipal, elegit pels electors empadronats a les eleccions municipals. El Consell Municipal està presidit per un president.

#### Schnaitheim
Schnaitheim, al nord, va ser una vegada una petita ciutat políticament independent, però ara és el municipi més gran de Heidenheim, conegut oficialment com a Heidenheim-Schnaitheim. L'expansió d'ambdues ciutats ha erradicat ara qualsevol separació geogràfica entre ambdues. Encara que és en gran part residencial, Schnaitheim acull una sèrie de botigues d'estil Big Box de Heidenheim, i els seus districtes comercials són una part important de la infraestructura de la ciutat. Té uns 10.900 habitants.
Dins de Schnaitheim, s'inclou Wehrenfeld al costat est, que consisteix principalment en cases més riques, així com una gran àrea recreativa amb el club esportiu més gran de la ciutat, TSG Schnaitheim. Altres barris inclouen Hagen al costat oest, situat al vessant d'un turó i Aufhausen, antigament un poble agrícola separat al nord, però ara amalgamat.

#### Mergelstetten
Mergelstetten es troba al sud del centre de Heidenheim, ja que es dirigeix cap a Herbrechtingen. Amb uns 7.900 habitants, Mergelstetten acull diverses fàbriques, però conserva un ambient rural. Dins de Mergelstetten, la zona residencial de Reutenen es troba elevada sobre un turó.

#### Oggenhausen
A uns 5 quilòmetres a l'est de Heidenheim, separats per la principal carretera europea E43, el poble d'Oggenhausen acull uns 1.550 habitants. La ciutat va votar per fusionar-se amb Heidenheim per votació popular el 1970.

#### Großkuchen
A uns 8 quilòmetres al nord-est de Heidenheim, Großkuchen, geogràficament separat, és una àrea recreativa popular amb rutes de senderisme i esquí de fons. També acull una indústria local de carbó vegetal a petita escala. La ciutat té uns 1550 habitants i es va fusionar políticament amb Heidenheim el 1974.

## Història
Hi ha proves que la vida humana existia dins dels límits de la ciutat de Heidenheim fa 8.000 anys. No obstant això, no es va establir un assentament permanent fins aproximadament el 1300 aC. Queden extenses ruïnes d'assentaments que daten, principalment, del període del 1200 al 800 aC.
A l'època de l'Imperi Romà a partir de l'any 85 dC, Heidenheim era la ubicació del castell d'Aquileia amb una cavalleria adjunta de més de 1.000 soldats a cavall. La unitat, anomenada ala II flavia milliaria més tard, cap a l'any 159 dC, es va traslladar més al nord fins a Aalen. Al principi, el castell marcava l'extrem oriental de l’Alb Limes. Però no va passar gaire fins que es va fundar un assentament civil en aquest punt estratègic, marcat per la intersecció de cinc vies romanes. Aquest assentament va ser la ciutat romana més gran del que avui és Baden-Württemberg i les troballes arqueològiques suggereixen que cobria una àrea d'aproximadament 15 - 20 hectàrees. Més recentment, les excavacions han trobat les restes d'un edifici administratiu romà representatiu. La seva funció exacta no es va entendre completament al maig de 2005, però donada la mida, la ubicació i altres indicadors d'Aquileia, es creu que probablement era la capital d'un districte administratiu romà. A partir del 233, els alamans van atacar repetidament les fortificacions romanes de limites romani. La rendició romana dels limes l'any 260 va significar el final de la ciutat romana de Heidenheim. No és clar fins a quin punt els romans van romandre sota el nou domini alamànic, però és molt probable que alguns es quedarien.
No se sap res d'Aquileia/Heidenheim durant el període de les Invasions bàrbares. Tanmateix, al segle VIII Heidenheim va ser esmentat (de nou) per primera vegada en documents oficials. La creació de la ciutat a l'Edat mitjana va anar de la mà de la construcció del castell d’Hellenstein. La muralla de la ciutat es va construir en segments el 1190 i el 1420 i l'emperador Carles IV va concedir o confirmar l'estatus de la ciutat com a ciutat comercial el 1356. Amb el domini de la família von Helfenstein, la ciutat va passar a formar part del ducat de Teck, governat per Württemberg, el 1448. Va pertànyer temporalment als ducs de Baviera entre 1462 i 1504. Més tard encara, encara que només durant un breu període, la ciutat va pertànyer a Ulm. Durant l'època de Württemberg, sempre va ser la seu d'una unitat administrativa. Aquesta unitat va ser un enclavament dels ducs de Württemberg fins al 1803 quan els guanys territorials de Württemberg van connectar la ciutat amb la part principal del territori del ducat. El 1807 Heidenheim va ser promogut a l'estatus de districte i després de nou a l'estatus de comtat el 1938. La reforma del districte dels anys 70 no va modificar gaire els límits comarcals.
El desenvolupament econòmic del poble i de la ciutat es basa principalment en els jaciments de mineral de la zona que ja s'explotaven a l'època romana. No obstant això, la importància d'aquesta branca de l'economia de la ciutat va disminuir cap al tombant del segle xix a causa de la gran competència, primer de Wasseralfingen i més tard de Renània.
Heidenheim també va tenir un paper important en la indústria tèxtil. El lli conreat als Alps de Suàbia oriental s'utilitzava per a la fabricació de lli. El negoci es va convertir en una indústria a principis del segle xix amb l'ajuda de les importacions de cotó, però va disminuir després de la Segona Guerra Mundial a causa de la competència internacional. Durant la guerra, aquí es va situar un subcamp del camp de concentració de Dachau. Proporcionava mà d'obra esclava a la indústria local.
Després que la Segona Guerra Mundial va acabar el 1945, es va establir un camp de refugiats a la ciutat per ajudar a reubicar els desplaçats jueus. El camp, que de vegades albergava fins a 2.300 persones, es va dissoldre l'agost de 1949.
Mergelstetten va ser esmentat per primera vegada en un document oficial del bisbe Walter von Augsburg l'any 1143 en el qual va confirmar que el proper claustre d'Anhausen posseïa un molí, un estany de peixos i una granja. Tanmateix, s'estima que el primer assentament va ser fundat al segle VII o VIII pels Alamans. Altres dates importants per a l'economia local són el 1828 quan Jakob Zoeppritz de Darmstadt va fundar una fàbrica de mantes de llana i el 1901 quan Carl Schwenk d'Ulm va construir la fàbrica de formigó.

## Religió

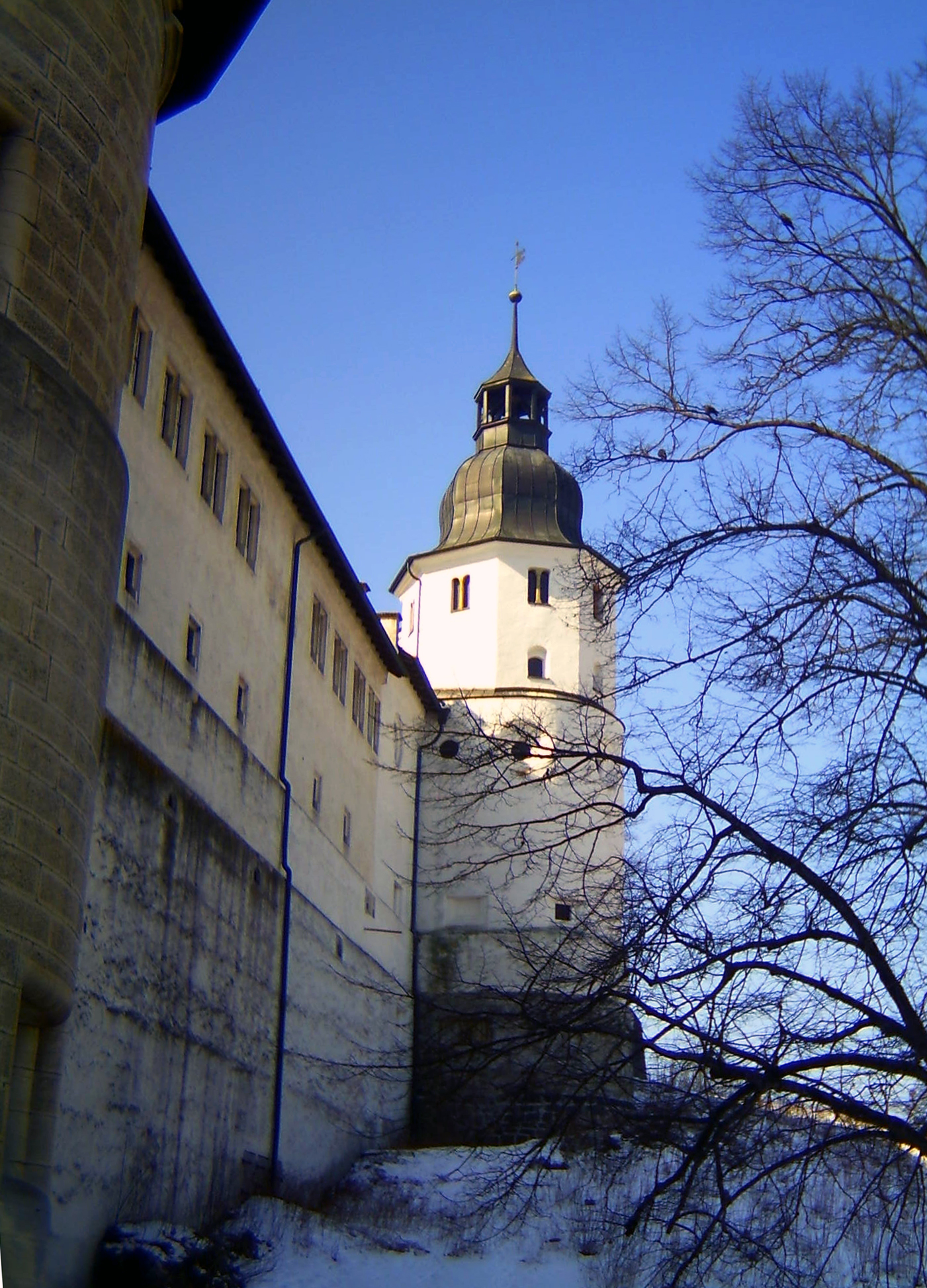
Schloss Hellenstein a l'hivern

Els residents de Heidenheim pertanyien originàriament al príncep-bisbat d'Augsburg des d'on van ser assignats al capítol de Heidenheim. Tanmateix, el 1524 la Reforma va irrompre a la ciutat per Ulm.
Aleshores Heidenheim formava part de Württemberg i el duc Ulrich va defensar la Reforma a partir de 1535. Els habitants de la ciutat s'han adherit al llarg dels segles principalment a la fe protestant.
En aquells dies, Heidenheim es va convertir en la seu d'un diaconat, la seva església es trobava al lloc on actualment hi ha l'església protestant de Pau (construïda el 1897). Però la primera església parroquial de Heidenheim va ser l'església de Pere a la part superior del Totenberg. Originàriament una església romana, va ser remodelada diverses vegades i ara serveix com a capella del cementiri. Durant el segle xvi, l'església de Miquel es va convertir en la seu de la parròquia de Heidenheim. Aquesta església es va construir ca. 1200, totalment reconstruït el 1578 i ampliat el 1621. La torre es va aixecar el 1687, i l'ampliació es va tornar a afegir el 1767. Amb la construcció de l'església de Pau la seu del diaconat s'hi va traslladar; tanmateix, l'església de Michael continua sent una església de la parròquia de Paul fins avui.
Mentrestant, la població de Heidenheim va seguir creixent. Durant el segle xx, es van fundar diverses parròquies addicionals: la Parròquia de Crist es va fundar el 1958 (la seva església es va construir el 1956), la Parròquia de Joan amb església i centre comunitari el 1963, la Parròquia de Forestchurch el 1972 (la seva església es va construir el 1975 però la comunitat tenia va tenir l'ús d'una capella de fusta construïda el 1926), així com la Parròquia de la Reconciliació i la Parròquia de Zinzendorf.
Aquestes sis parròquies situades a Heidenheim formen la Parròquia Unida Protestant de Heidenheim. Com que també pertanyien a Württemberg, els barris de Mergelstetten i Schnaitheim també es van convertir al protestantisme molt aviat. Com a resultat, existeixen parròquies i esglésies protestants independents als dos districtes.
Mergelstetten va ser al principi una branca de Bolheim, però es va convertir en la seva pròpia parròquia el 1700. L'església actual es va construir l'any 1843 per substituir una que havia cremat dos anys abans.
L'església de Schnaitheim es va construir al segle xvii, tot i que la ciutat ja tenia una església (esmentada per primera vegada el 1344).
Oggenhausen va pertànyer al principi a la parròquia de Zöschingen i va romandre catòlica. Però durant el segle xvii també aquí va guanyar el protestantisme. Més tard, la ciutat va passar a formar part de la parròquia de Nattheim fins que es va convertir en parròquia per dret propi el 1834. L'església del poble es va construir l'any 1702 per substituir una capella anterior. Großkuchen va romandre catòlic perquè ecumènicament pertanyia a Öttingen i perquè l'abadia benedictina de Neresheim tenia el dret d'utilitzar l'església del poble. Els pocs protestants que ara s'han instal·lat estan adscrits a la parròquia de Schnaitheim. Totes les parròquies protestants dins dels límits de la ciutat pertanyen al Deanat de Heidenheim dins de l’Església Evangèlica-Luterana de Württemberg. Finalment, les parròquies pietistes també estan representades a Heidenheim.
Els catòlics només van sorgir a Heidenheim durant el segle xix. L'any 1882 van aconseguir la seva pròpia església quan es va construir l'Església de Santa Maria. La parròquia corresponent es va fundar l'any 1886.
Una segona església, la de la Trinitat, es va construir el 1961 i es va convertir en parròquia el 1962. Mergelstetten va obtenir l'església de Crist Rei el 1957, que després va ser elevada a parròquia el 1961. Aquestes tres parròquies formen el que avui és el Ministeri 3 del diaconat Heidenheim dins la Diòcesi de Rottenburg-Stuttgart.
A Schnaitheim, l'església de Sant Bonifaci es va construir el 1951 (parròquia el 1961). L'església de Sant Pere i Pau a Großkuchen s'havia construït l'any 1736 sobre els fonaments d'una església més antiga. Part de la parròquia també és Kleinkuchen, però té la seva pròpia església de Sant Ulric (construïda el 1517 i reconstruïda després el 1746). Ambdues parròquies (Sant Bonifaci i Sant Pere i Pau) juntament amb la parròquia veïna de l'Ascensió de Maria a Königsbronn formen el Ministeri 2.
Els catòlics d'Oggenhausen pertanyen a la parròquia del Sant Cor de Jesús de Nattheim (ministeri 1), també part de la Diaconat de Heidenheim.
A més de les dues denominacions més grans, els residents poden triar esglésies i parròquies independents, com ara l'Església Metodista, la Parròquia Evangèlica Immanuel, la Comunitat Evangèlica Chrischona i altres. L’Església Nova Apostòlica i la Comunitat Cristiana també estan representades a Heidenheim.

## Demografia

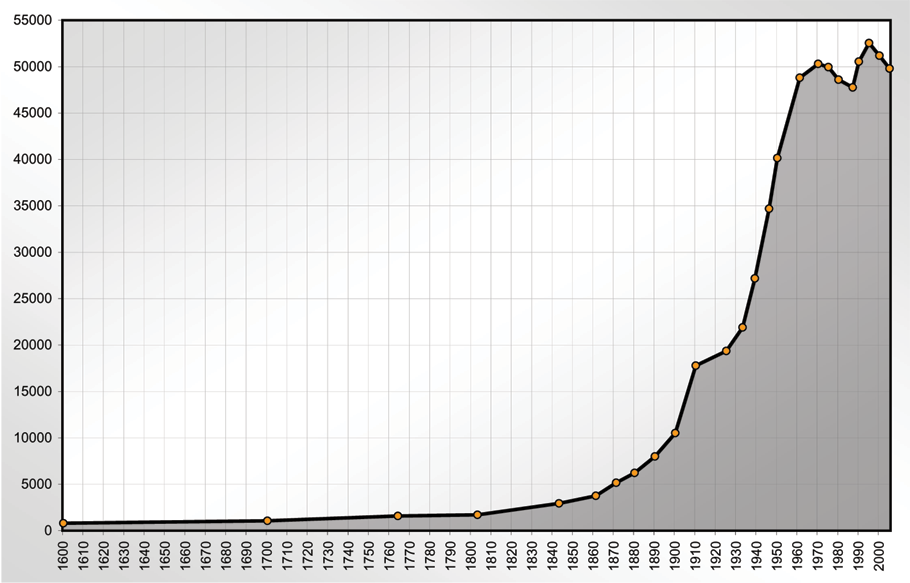
Heidenheim an der Brenz demografia

Les xifres reflecteixen els límits de la ciutat en aquell moment i són estimacions o dades del cens (1), o ampliacions oficials dels mateixos, comptant només les residències principals.
| Anu                     | Població    |
| ----------------------- | ----------- |
| 1600                    | approx. 800 |
| 1700                    | 1.055       |
| 1764                    | 1.576       |
| 1803                    | 1.711       |
| 1843                    | 2.941       |
| 1861                    | 3.762       |
| 1 de desembre de 1871   | 5.167       |
| 1 de desembre de 1880 1 | 6.229       |
| 1890 1                  | 8.001       |

| Any    | Població |
| ------ | -------- |
| 1900 1 | 10.510   |
| 1910 1 | 17.780   |
| 1925 1 | 19.363   |
| 1933 1 | 21.903   |
| 1939 1 | 27.178   |
| 1946   | 34.694   |
| 1950 1 | 40.142   |
| 1961 1 | 48.792   |
| 1970   | 50.292   |

| Any    | Població |
| ------ | -------- |
| 1975   | 49.943   |
| 1980   | 48.585   |
| 1987 1 | 47.753   |
| 1990   | 50.532   |
| 1995   | 52.527   |
| 2000   | 51.181   |
| 2005   | 49.784   |
| 2007   | 49.092   |

## Govern
En relació amb la reforma del districte de la dècada del 1970, es van modificar les lleis municipals de Baden-Württemberg per introduir consells municipals per a determinats districtes. Els residents d'aquests districtes trien el seu consell municipal a cada elecció municipal i el consell ha de ser consultat sobre tots els assumptes importants per al municipi. El president també presideix l'ajuntament.

### Ajuntament
Des de les últimes eleccions municipals del 2019, l'ajuntament de Heidenheim ha estat format per 33 (abans 34) membres, cadascun amb un mandat de cinc anys. Pertanyen als següents partits polítics:
| Partit               | %     | Seients |
| -------------------- | ----- | ------- |
| Aliança 90/Els Verds | 23,6% | 8       |
| CDU                  | 22,7% | 7       |
| SPD                  | 20,1% | 7       |
| Electors lliures     | 21,2% | 7       |
| Die Linke            | 5,8%  | 2       |
| DKP                  | 2,3%  | 1       |
| FDP                  | 3,1%  | 1       |
| AfD                  | 1,1%  | 0       |

### Alcalde
A l'època en què Heidenheim an der Brenz pertanyia a Württemberg, un noble advocat presidia la cort i la ciutat. Una mica més tard, un advocat en cap i després un marmessor del duc van dirigir la cort. A partir de 1802 hi havia dos batlles i 12 regidors. L'any 1819 l'executor de la ciutat es va posar al capdavant de la ciutat, assistit per un ajuntament a partir del 1822. Des de 1907 els dirigents de la ciutat són coneguts amb el títol d’alcalde. Els alcaldes d'avui són elegits per al càrrec per vot directe per un mandat de 8 anys. L'alcalde també actua com a president de l'Ajuntament i el seu adjunt permanent és el primer regidor.
Alcaldes de Heidenheim an der Brenz des de 1819
| Període   | Alcalde                            |
| --------- | ---------------------------------- |
| 1819–1833 | Georg Jakob Heinrich Mack          |
| 1833–1859 | Gottfried Völter                   |
| 1859–1866 | Friedrich Winter                   |
| 1866–1867 | Friedrich Wehrle                   |
| 1867–1877 | Carl Greiner                       |
| 1877      | Carl Bunz, executor                |
| 1877–1878 | Louis Junginger                    |
| 1878–1902 | Christian Friedrich Schlagentweith |
| 1902–1903 | Wilhelm Lösch                      |
| 1903–1935 | Eugen Jaekle                       |
| 1935      | Gustav Müller                      |

| Terme        | Alcalde                    |
| ------------ | -------------------------- |
| 1935–1945    | Rudolf Meier               |
| 1945         | Paul Schwaderer            |
| 1945–1946    | Werner Plappert            |
| 1946–1948    | Werner Kliefoth            |
| 1948–1956    | Karl Rau                   |
| 1956–1957    | Ernst Langensee, marmessor |
| 1957–1969    | Elmar Doch                 |
| 1969–1993    | Martin Hornung             |
| 1993–2000    | Helmut Himmelsbach         |
| 2000–2021    | Bernhard Ilg               |
| 2021-present | Miquel Salomo              |

### Escut d'armes
L'escut d'armes de la ciutat de Heidenheim an der Brenz presenta un pagano barbut que porta una gorra vermella amb una vora blava i una camisa vermella amb un coll blau sobre fons daurat. Els colors de la ciutat són vermell i blau.
Ja al segle xv el segell més antic conegut de la ciutat mostrava els pagans Armes parlants ('Heide' en alemany). La versió en color està documentada des del segle xvi.

## Música

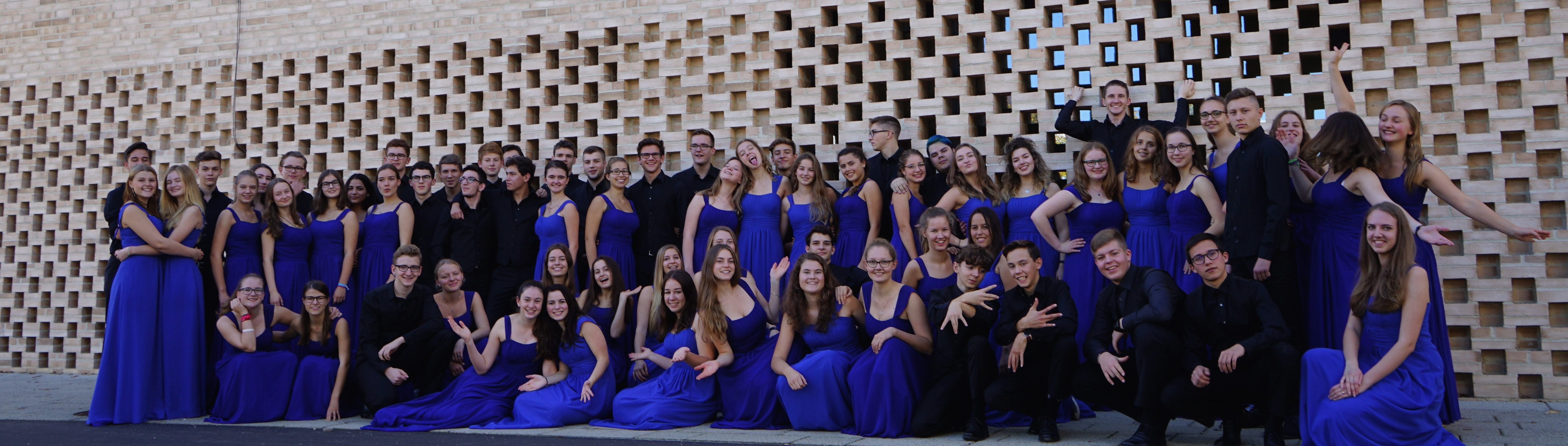
Neuer Kammerchor Heidenheim 2017

Heidenheim és la seu del Neuer Kammerchor Heidenheim, un dels cors juvenils més realitzats d'Alemanya, fundat l'any 2005 per Thomas Kammel i sota la seva direcció des de llavors. El Neuer Kammerchor fa nombroses gires a l'estranger i ha guanyat un gran reconeixement de la crítica per les seves actuacions. El gener de 2017 el cor va rebre el premi Bürger de la ciutat de Heidenheim pels seus èxits com a ambaixador cultural.

## Gent, cultura i arquitectura
Schnaitheim és la seu de la companyia Sasse Theatre.
El Museu Estatal de Württemberg ("Württembergisches Landesmuseum") opera una sucursal al castell d'Hellenstein on té el seu Museu del carruatge i Chaise. El Museu de les Termes romanes exposa troballes que es remunten a l'època romana. El Museu d'Art, situat en un antic bany Jugendstil, organitza exposicions itinerants. També exposa una exposició permanent de la col·lecció de cartells de Picasso més gran i completa del món.
Situat al cim de la muntanya Hellenstein i amb vistes a la ciutat, el castell d'Hellenstein és l'edifici i el punt de referència més important de Heidenheim.
Estructures notables al centre de la ciutat són l'església protestant de Michaels (l'antiga seu parroquial de la ciutat), l'Elmar-Doch-House, el Crown Inn and Pub, la porta inferior, Villa Waldemaier, la torre burgesa Türmle, la farmàcia del castell, l'assentament dels teixidors, la ferreria de Heathland, l'antiga ceca i l'antiga església de Pere (avui capella del cementiri).
La instal·lació de construcció per a la fabricació de grans turbines construïda per a l'empresa local Voith l'any 1924 és una important fita històrica industrial.
El petit castell de Schnaitheim està situat a la vora del riu Brenz i ofereix una vista per veure tant per als visitants com per als residents. El molí de Schnaitheim es troba a pocs centenars de metres de distància amb la seva gran roda, tot i que el funcionament del molí es va aturar fa uns quants anys.
A Mergelstetten, l'antiga església va ser enderrocada el 1841 i substituïda per una nova església protestant construïda en estil neogòtic. L'edifici va ser encarregat per Carl Alexander Heideloff, que també va encarregar el castell de Lichtenstein. La fusta s'utilitzava per construir parts de l'església perquè la parròquia era pobre en aquell moment. Per la mateixa raó, la torre de l'església no es va construir tan alta com s'havia previst originalment. No obstant això, aquesta església és popular i pintoresca i s'utilitza amb freqüència a les postals.

### Esdeveniments
Cada dos anys té lloc a Heidenheim la carrera dels pastors, celebrada per primera vegada el 1723 pel duc Eberhard Ludwig. Atreu tots els pastors de la zona. Part de les festes de Shepherd Run és la coronació d'un nou rei i reina pastor. La carrera es va celebrar fins al 1828. Després va seguir una llarga pausa fins al 1922, quan es va tornar a celebrar (cinc vegades fins al 1952). Des del seu retorn el 1972, ha tornat a ser part integral del programa cultural habitual d'Heidenheim.
L'any 2006 Heidenheim va acollir l'exposició bianual de botànica estatal de Baden-Württemberg.
Heidenheim acull un torneig anual d'esgrima de la Copa del Món a espada. A causa de la mida i la profunditat del camp, l'esdeveniment d'Heidenheim es considera l'esdeveniment d'espea més fort del món, més fort fins i tot que els Campionats del Món o els Jocs Olímpics.

### Festival d'òpera
Cada any, Heidenheim organitza el Festival d'Òpera "Opernfestspiele Heidenheim" al castell d'Hellenstein. El festival es va desenvolupar a partir de les antigues serenates que s'hi celebraven. En els darrers anys ha rebut reconeixement internacional i elogis de la crítica sota la direcció artística del director d'orquestra Marco-Maria Canonica. L'estiu de 2009 el Festival va posar en escena l'òpera de Marschner "Der Vampyr", que era la segona part d'un cicle de tres òperes sota el lema "Romantik im Rittersaal". La primera part va ser " Der Freischütz " de von Weber, interpretada el 2008, i la tercera i última entrega va ser " Der fliegende Holländer " de Wagner el 2010. Durant l'estiu del 2010 les tres òperes es van representar en cicles complets. L'Opernfestspiele Heidenheim atrau visitants d'arreu d'Europa i d'ultramar, i ha augmentat significativament la reputació de la ciutat com a lloc cultural important. Els residents també gaudeixen del festival anual de teatre al Nature Theatre a l'aire lliure.

## Esport
El principal club esportiu de la ciutat és el Heidenheimer Sportbund (SB), que ofereix una sèrie d'esports diferents. La seva divisió de futbol està dirigida pel FC Heidenheim 1846, que juga al Voith-Arena. L'equip ha experimentat èxits en els últims anys, pujant dos nivells en el sistema de lliga alemanya de futbol després de guanyar la Regionalliga Süd el 2009. A partir de la temporada 2023–24, competeix a la Bundesliga.
La divisió de beisbol de Heidenheimer SB, Heidenheim Heideköpfe, juga a la primera divisió de la Bundesliga de beisbol. El club ha arribat als playoffs gairebé tots els anys des que va arribar a la primera divisió el 2001, i va guanyar el campionat el 2009.

## Economia i indústria
En termes econòmics, el principal reclam de Heidenheim és ser la seu de Voith, una empresa industrial especialitzada en turbines i maquinària per a la indústria paperera. Voith és l'empresa més gran de Heidenheim i dona feina a 7.500 persones a la ciutat i als voltants.
El maig de 2006 es va obrir a Heidenheim el primer Centre Tecnològic del Paper del món amb un cost de 75 milions d'euros. Voith qualifica el centre com el centre d'investigació sobre paper més important del món.

## Agermanaments
- Clichy, França (1958)

- Sankt Pölten, Austria (1968)

- Newport, Regne Unit (1981)

- Sisak, Croàcia (1988)

- Döbeln, Alemanya (1991)

- Jihlava, República Txeca (2002)